# Departamento Nacional de Saúde Pública
O Departamento Nacional de Saúde Pública (DNSP) foi criado em 2 de janeiro de 1920, pelo decreto n. 3.987, sendo um órgão federal com o objetivo de ser o principal da área de saúde, subordinado apenas ao Ministério da Justiça e Negócios Interiores.

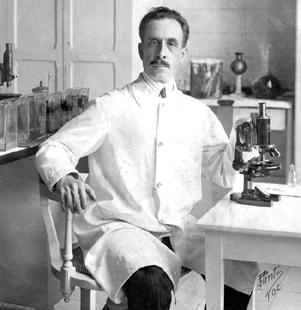
Carlos Chagas em seu laboratório no Instituto Oswaldo Cruz.

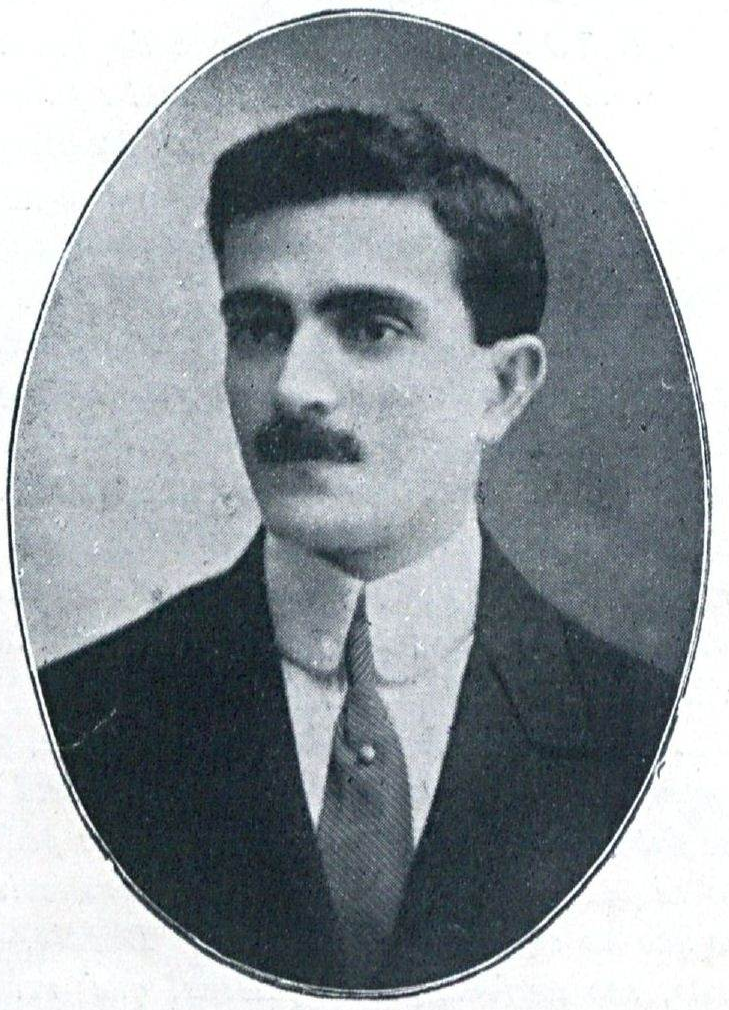
O médico brasileiro Clementino Fraga, em 1918, na revista "Bahia Illustrada".

O primeiro diretor do Departamento foi Carlos Chagas, que desde 1917 era diretor do Instituto Oswaldo Cruz, acumulando os dois cargos. Em 1926, assumiu a direção do DNSP o baiano Clementino Fraga, que foi professor da Faculdade de Medicina do Rio de Janeiro, médico e político. Clementino Fraga permaneceu até a o final da Primeira República no DNSP.
A criação do DNSP foi um marco importante da evolução sanitária brasileira com a reforma de Carlos Chagas que, reorganizando os Serviços de Saúde Pública, criou o Departamento Nacional de Saúde Pública. A regulamentação desse diploma legal sofreu substituição e modificações até a publicação do Decreto em 1923, que vigorou como Regulamento Sanitário Federal por muitos anos.